# William Nelson Cromwell
William Nelson Cromwell (17. ledna 1854 – 19. července 1948) byl americký právník a zakladatel jedné z prvních amerických lobbistických právních firem Sullivan & Cromwell. Podílel se na prosazení výstavby průplavu v Panamě, namísto ve zvažované Nikaragui. Cromwell zastupoval francouzské vlastníky pozemků právě v Panamě.

## Biografie
Narodil se v roce 1854 v Brooklynu v New Yorku do episkopální rodiny. Jeho otec zemřel během občanské války.
Svou právní kariéru zahájil u advokáta Algernona Sydneyho Sullivana. Ten Cromwellovi zaplatil studia práv na Kolumbijské univerzitě a v roce 1879 z něj udělal společníka v právní firmě Sullivan & Cromwell. Zde se soustředili na spojování menších podniků do větších korporací, které pak zastupovali ve styku s politiky. Takto zorganizovali vznik velkých podniků jako Edison General Electric a U.S. Steel. 
V roce 1898 si ho najala společnost French Canal Syndicate (Philippe Bunau-Varilla), která sdružovala francouzské vlastníky pozemků v Panamě, kde se předtím pokoušeli vybudovat průplav. Cromwell dostal za úkol v Kongresu lobbovat za schválení výstavby v Panamě a ne v Nikaragui, o které se rovněž uvažovalo. Cromwell poslance přesvědčil tím, že tvrdil, že v Nikaragui je aktivní sopka, která by projekt ohrožovala. Krátce na to v červnu 1902 poslanci schválili panamskou variantu. Cromwell za lobbování dostal po hlasování 800 tisíc dolarů a po podpisu dohody o výstavbě z listopadu 1903 dostal další dva miliony dolarů. Šlo v té době o nejvyšší odměnu pro amerického právníka. Roku 1903 zastupoval společnost JP Morgan a pomohl prolobbovat tlak Spojených států amerických na Kolumbii, aby se vzdala Panamy, která tak získala plnou nezávislost a navázala se na americké finanční toky.
Roku 1911 do firmy Sullivan & Cromwell přijal Johna Fostera Dullese (budoucího ministra zahraničních věcí USA). Ačkoliv byl Dulles nejdříve odmítnut, po intervenci jeho dědy Johna W. Fostera, který byl v letech 1892 až 1893 ministr zahraničních věcí USA, Cromwell Dullese zaměstnal.